# Philampelini
Philampelini es una tribu de lepidópteros ditrisios perteneciente a la familia Sphingidae.
- Género Eumorpha - Hübner, 1807
- Género Tinostoma - Rothschild & Jordan, 1903